# خالد بن الوليد (فلم)
خالد بن الوليد فيلم تاريخي مصري من إنتاج عام 1958، بطولة حسين صدقي ومديحة يسري ومريم فخر الدين، إخراج حسين صدقي، يحكي الفيلم قصة خالد بن الوليد سيف الله المسلول.

## قصة الفيلم
يرصد الفيلم قصة خالد بن الوليد سيف الله المسلول منذ أن كان مشركاً في مكة ومحاربته للدعوة الإسلامية وإسلامه بعد عمرة القضاء ثم قتال للمرتدين الذين كان آخرهم مسيلمة الكذاب ثم قتاله للفرس ثم للروم وهزيمتهم في اليرموك ودمشق وحمص وقنسرين ثم عزله عن قيادة الجيوش ثم وفاته.

## بطولة
- حسين صدقي: (خالد بن الوليد)
- مديحة يسري: (فاطمة)
- مريم فخر الدين: (ليلى)
- زكي طليمات: (مسيلمة الكذاب)
- عباس فارس: (أبو عبيدة بن الجراح)
- عمر الحريري: (ماهان قائد الروم)
- أحمد علام
- محمد السبع
- توفيق الدقن: (متمم بن نويرة)
- محمود السباع: (مالك بن نويرة)
- عبد الرحيم الزرقاني
- عبد الحفيظ التطاوي
- عبد البديع العربي: (هرمز قائد الفرس)
- محمد عثمان
- خالد العجباني: (عنبر)
- عبد العزيز سعيد: (بلال بن رباح)
- عبد الغني قمر
- نظيم شعراوي
- زكريا سليمان: (الوليد بن الوليد)
- فؤاد الطوخي
- علي رشدي
- إلهام زكي
- نعمت مختار
- كوثر رمزي
- ليلى يسري
- ناهد عبد العزيز
- حسين إسماعيل: (حارس الأسرى)

## فريق العمل
- إخراج: حسين صدقي
- تأليف: حسين صدقي، حسين حلمي المهندس، عبد العزيز سلام، أحمد الشرباصي
- إنتاج: أفلام مصر الحديثة (حسين صدقي)
- توزيع: أفلام مصر الحديثة (حسين صدقي)
- مونتاج: ألبير نجيب
- موسيقى تصويرية: عبد الحليم نويرة
- مدير التصوير: وديد سري

## وصلات خارجية
- مقالات تستعمل روابط فنية بلا صلة مع ويكي بيانات
- صفحة الفيلم في قاعدة بيانات الأفلام العربية